# Jože Hudeček
Jože Hudeček, slovenski pisatelj, novinar, televizijski komentator, urednik in publicist ter alpinist, * 24. februar 1937, Ljubljana, † 18. junij 2011, Ljubljana.

## Življenje
Hudeček je bil doma v ljubljanskem predmestju. Šolo je obiskoval v ljubljanskem Šentjakobu. Kasneje je študiral primerjalno književnost in umetnostno zgodovino na Filozofski fakulteti Univerze v Ljubljani. Leta 1959 je začel delati na Televiziji Slovenija. Jeseni 1960 se je tam redno zaposlil in ostal televizijski novinar do upokojitve, leta 2002. Delal je kot novinar komentator in urednik v uredništvu oddaj o kulturi. Poleg tega je napisal več esejev, novel in romanov. 
Med svojo službo in pronicljivimi oddajami o lulturi je opravil številne intervjuje z znanimi književniki, od katerih so med pomembnejšimi Eugène Ionesco, Jean-Paul Sartre in Ivo Andrić ter svojski, redek kratek intervju z Agato Christie v Bohinju. Aprila 1995 je v Parizu posnel svoj drugi intervju z Zoranom Mušičem (ob njegovi veliki retrospektivi; v razgovoru sta razkrila nekaj ključnih podatkov). Kot pisatelj je največ uspeha dosegel z romanoma in bil dvakrat nominiran za Delovo nagrado Kresnik s knjigama Gluhota in Ulice mojega predmestja. 
Poleg umetnosti se je deset let aktivno ukvarjal z alpinizmom in s soplezalcem Ljubom Juvanom opravil nekaj prvenstvenih vzponov. Med drugim sta preplezala steber Travnika, severno steno Jalovca, zahodno zajedo v triglavski severni steni. 
Od leta 1966 je živel na robu Rožne doline v Ljubljani in v Bohinju v zvezi z igralko Mileno Grm, s katero je imel dva otroka. Hčerka Lucija Grm je igralka, sin Jure pa je bil zaposlen v Mladinski knjigi.

## Nagrade
- francosko odlikovanje Vitez reda umetnosti in literature (1976)
- Zlati ekran (1987)
- Župančičeva nagrada za literarno delo (1998)
- nagrada za življenjski prispevek k razvoju slovenskega novinarstva Društva novinarjev Slovenije Consortium Veritatis/Bratstvo resnice
- Viktor za življenjsko delo (2006)